# تفلوترین
تفلوترین (به انگلیسی: Tefluthrin) یک ترکیب شیمیایی با شناسه پاب‌کم ۱۱۵۳۴۸۳۷ است.